# Попелюхи (станція)
Попелюхи́ — проміжна залізнична станція Одеської дирекції Одеської залізниці.
Розташована в селищі Попелюхи Піщанського району Вінницької області на лінії Рудниця — Слобідка між станціями Рудниця (6 км) та Кодима (19 км).
Станційне селище Попелюхи має населення понад 450 людей. За 4,5 км від станції розташований райцентр Вінницької області смт. Піщанка.
Станцію було відкрито 1870 року, під час прокладання Києво-Балтської залізниці. Електрифіковано станцію у складі лінії Жмеринка — Котовськ 1989 року. Збереглася стара вокзальна будівля, в ній працює зала очікування.

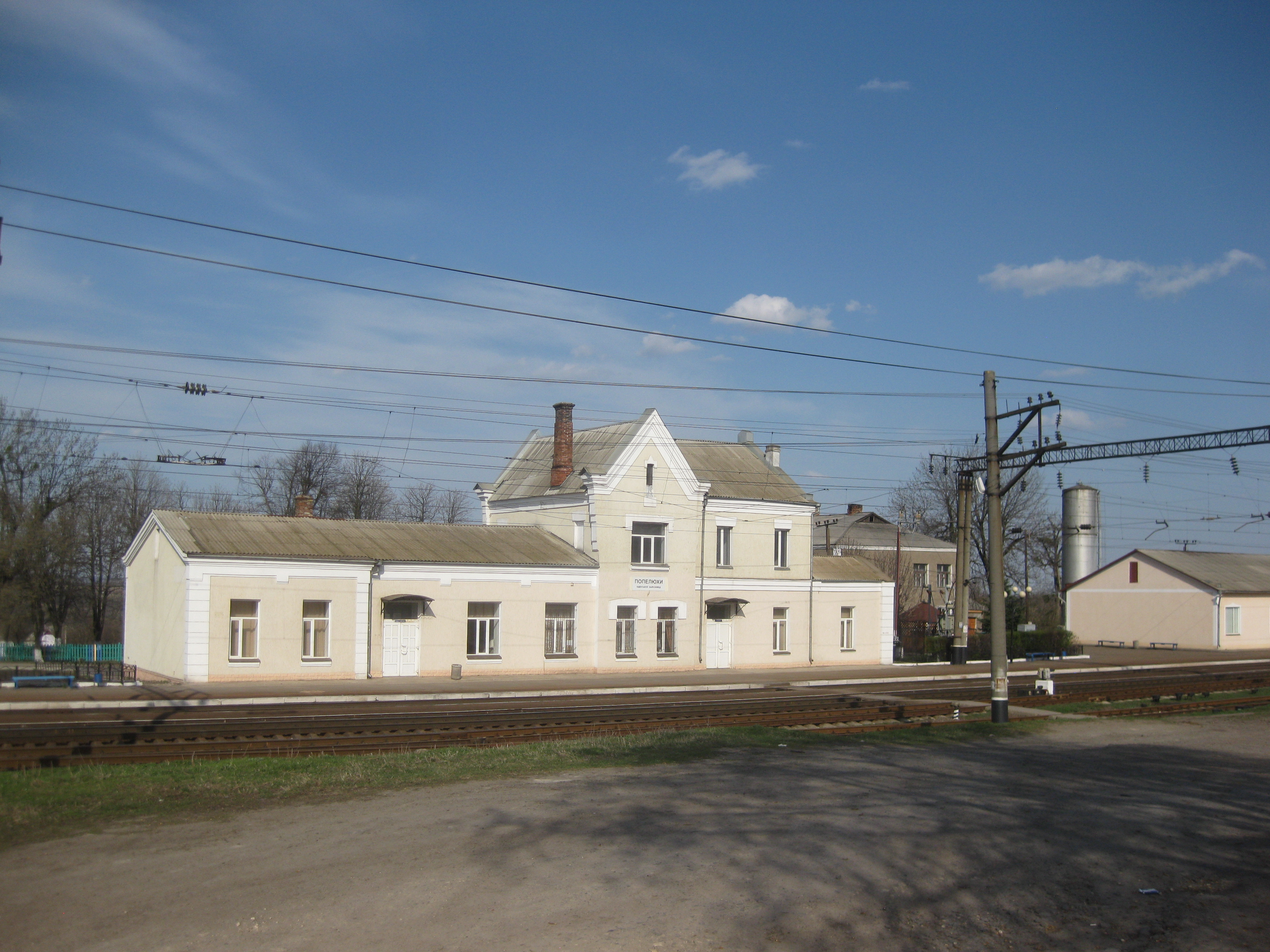
Будівля вокзалу

## Сполучення
Пасажирські поїзди далекого сполучення не зупиняються, можна скористатися станцією Рудниця. Але іноді буває, що якомусь додатковому поїзду тут призначають технічну зупинку для обгону.

## Приміське сполучення
Курсує 4 пари приміських електроїздів сполученням Вапнярка-Одеса. По Вапнярці забезпечується пересадка на приміські поїзди до Жмеринки та Умані.
З 18 червня 2021 р призначено  в порядку експерименту приміський електропоїзд сполученням Кодима-Вапнярка-Жмеринка-Вінниця-Козятин (формально три різних рейси, але виконуються без пересадки одним составом).
Графік руху Кодима-Козятин: Кодима 2.38 Пиріжна 2.44 з.п. Гонорівка 2.48 Попелюхи 2.58 Рудниця 3.07 Крикливці 3.13 Крижопіль 3.25 Заболотне 3.32 Княжево 03.40 Вапнярка 3.51-53 Журавлівка 4.04 Юрківка 4.20 Шпиків 4.27 Рахни 4.37 Ярошенка 5.00 Жуківці 5.21 Жмеринка-Пас. 05.30-40 Браїлів 5.56 Козачівка Гнівань 6.18 Вінниця 06.50-54 Сосонка 7.16 Сальницький 7.21 Калинівка 1 7.27 Варшиця 7.33 Гулівці 7.39 Голендри 7.51-8.02 Кордишівка 8.15-33 Козятин-1 8.46
Графік руху Козятин—Кодима: Козятин-1 15.49 Кордишівка 16.03 Голендри 16.13 Гулівці 16.25 Калинівка 1 16.35 Сосонка 16.44 Десенка 16.50 Вінниця 17.04-17.22 Тюшки 17.34 Яришівка 17.41 Гнівань 17.51 Могилівка 17.57 Жмеринка-Пас. 18.22-18.32 Жуківці 18.41 Ярошенка 19.03 Рахни 19.27 Шпиків 19.33 Юрківка 19.43 Журавлівка 20.01 Вапнярка 20.11-20.28 Княжево 20.37 Заболотне 20.42 Крижопіль 20.54 Крикливці 21.05 Рудниця 21.12 Попелюхи 21.20 Гонорівка 21.29 Пиріжна 21.33 Кодима 21.41
У приміських поїздах перевезення пенсіонерів здійснюється безкоштовно, студентів-зі знижкою 50%.